# Ndaye Mulamba
Ndaye Mulamba (4. dubna 1948, Kananga – 26. ledna 2019, Johannesburg) byl konžský fotbalový útočník. Zemřel 26. ledna 2019 ve věku 70 let na srdeční selhání.

## Fotbalová kariéra
Byl členem reprezentace Zairu na Mistrovství světa ve fotbale 1974, nastoupil ve 2 utkáních. Za reprezentaci DR Kongo/Zairu hrál v letech 1967–1976. Na klubové úrovni hrál za Renaissance Kasaï, AS Bantous a AS Vita Club. S AS Vita Club získal 4 mistrovskéh tituly.